# Wessjegonsk
Wessjegonsk (russisch Весьегонск) ist eine Kleinstadt in der Oblast Twer (Russland) mit 7329 Einwohnern (Stand 14. Oktober 2010).

## Geografie
Die Stadt liegt in der Mologaniederung etwa 250 Kilometer nordöstlich der Oblasthauptstadt Twer am rechten Ufer der Mologa, eines linken Nebenflusses der Wolga, mit der zusammen sie zum Rybinsker Stausee aufgestaut ist.
Wessjegonsk ist Verwaltungszentrum des gleichnamigen Rajons.

## Geschichte

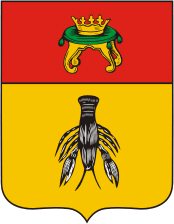
Altes Stadtwappen (1780)

1524 wurde erstmals ein Dorf namens Wes Jegonskaja im Gebiet Beschezki Werch urkundlich erwähnt. Wes (весь) ist ein altrussisches Wort für ein Dorf oder eine kleine Siedlung; hier also Dorf am Fluss Jegna. Später wurde der Ort Wessjegonskoje genannt, gehörte bis 1764 dem Moskauer Simeon-Kloster (Simonowski monastyr) und war ein bedeutendes regionales Handels- und Handwerkszentrum, welches bis in das 19. Jahrhundert für seine Jahrmärkte bekannt war.
1776 wurde das Stadtrecht verliehen. Gegen Ende des 19. Jahrhunderts verlor die Stadt mit dem Niedergang des Tichwiner Kanalsystems zwischen der Wolga und Sankt Petersburg ihre frühere Bedeutung.
Bei der Errichtung des Rybinsker Stausees 1939 wurden Teile der Stadt überflutet. Der nicht überflutete Teil erhielt den  Status einer Siedlung städtischen Typs. 1953 wurde erneut das Stadtrecht verliehen.

### Bevölkerungsentwicklung
| Jahr | Einwohner |
| ---- | --------- |
| 1897 | 3457      |
| 1926 | 3991      |
| 1939 | 5874      |
| 1959 | 6784      |
| 1970 | 8428      |
| 1979 | 8848      |
| 1989 | 9574      |
| 2002 | 8662      |
| 2010 | 7329      |

Anmerkung: Volkszählungsdaten

## Kultur und Sehenswürdigkeiten
Von der früheren Vielzahl der Wessjegonsker Kirchen blieben nach der Überflutung des Stadtzentrums durch den Rybinsker Stausee nur die höher gelegenen Kirche der Gottesmutter von Kasan (kurz Kasaner Kirche; russisch Казанская церковь/Kasanskaja zerkow) von 1811, Dreifaltigkeitskirche (Троицкая церковь/Troizkaja zerkow) von 1868 und Kirche Johannes des Täufers (церковь Иоанна Предтечи/zerkow Ioanna Predtetschi) von 1903 erhalten.
Die Stadt besitzt ein Heimatmuseum.

## Wirtschaft und Infrastruktur
In Wessjegonsk gibt es Betriebe der holzverarbeitenden, Textil- und Lebensmittelindustrie sowie eine Maschinenfabrik.
Die Stadt ist Endpunkt der von 1899 bis 1926 errichteten Eisenbahnstrecke von Moskau über Sawjolowo (Streckenkilometer 375).

## Persönlichkeiten
- Nikolai Meschkow (1851–1933), Unternehmer und Mäzen
- Guri Sawin (1907–1975), Ingenieurwissenschaftler
- Pawel Korowkin (1913–1985), Mathematiker